# Le Gardien des esprits
Pour plus de détails, voir Fiche technique et Distribution.
Le Gardien des esprits (Silent Tongue) est un western américain écrit et réalisé par Sam Shepard, sorti en 1994.

## Synopsis
En 1873, au Texas, Prescott Roe, un vieil homme voit son fils, Talbot, plonger dans la folie avec le décès de sa femme, Awbonnie, une métisse indienne de la tribu des kiowas. Celle-ci est morte en voulant mettre au monde un enfant et Talbot ne s'en remet pas. Prescott désespère de ne pas pouvoir lui venir en aide. Il décide alors d'aller rencontrer le père de la jeune femme défunte, Eamon McCree, un shaman charlatan qui a un fort penchant pour l'alcool et qui avait vendu sa fille en échange de trois chevaux. Prescott projette de lui acheter Velada, sa seconde fille et une très belle jeune femme. Mais sa demande provoque la colère de la défunte, qui recherche en vain le repos...

## Fiche technique
- Titre original : Silent Tongue
- Réalisation et scénario : Sam Shepard
- Musique: Patrick O'Hearn
- Société de production : Trimark Pictures
- Société de distribution : Trimark Pictures
- Pays de production : USA, France, Pays-Bas
- Langue originale : anglais
- Genre : western
- Durée : 105 minutes
- Date de sortie :
  - États-Unis : 1er février 1994

## Distribution
- Richard Harris : Prescott Roe
- Sheila Tousey : Awbonnie/ Fantôme
- Alan Bates : Eamon McCree
- River Phoenix : Talbot Roe
- Dermot Mulroney : Reeves McCree
- Jeri Arredondo : Velada McCree
- Tantoo Cardinal : Silent Tongue
- Bill Irwin : Comic
- David Shiner (en) : Straight Man